# 夕映えの恋人達
『夕映えの恋人達』（ゆうばえのこいびとたち）は、1976年6月10日に発売されたチェリッシュの18枚目のシングル。

## 概要
- 作詞作曲は、前々作「千羽鶴」やヒット曲「白いギター」などを手掛けた林春生と馬飼野俊一のコンビによる。

- B面の「あの空へ帰ろう」は、NHK連続テレビ小説「雲のじゅうたん」の主題歌として使用された。作詞も同ドラマの脚本家・田向正健が手掛けた。また、若草恵による別アレンジバージョンが、2008年発売のシングル「約束は心の中に」のカップリング曲として収録されている[1]。

## 収録曲
1. 夕映えの恋人達（3分9秒）
作詞：林春生／作曲・編曲：馬飼野俊一
2. あの空へ帰ろう（4分6秒）
作詞：田向正健／作曲・編曲：坂田晃一